# 薛漁思
薛漁思（せつぎょし）は中唐の文人。伝奇集『河東記』の撰者。南宋の洪邁『夷堅志』の支癸序（夷堅支志癸集序）に「薛渙思之河東記」と記されているので名は渙思（かんし）であった可能性もあるが、晁公武（ちょうこうぶ）『郡斎読書志』（衢州本）巻13や、朱勝非（しゅしょうひ）（カ？）『紺珠集（こんじゅしゅう）』巻7では「薛漁思」とされているので漁思で正しいと思われる。
『河東記』を撰した事以外の経歴は不明。同集は徳宗から穆宗に掛けての貞元、元和、長慶（785年から825年）の記事が多く、文宗の大和の末か開成初年（830年代後半）の成立と見られる事から、文宗朝（凡そ9世紀前半）を生きた人物であったと考えられている。また、『河東記』の集名から河東の地（現中華人民共和国山西省西部）に縁故ある人物と推定され、薛という姓からは六朝以来の名族として同地で栄えた薛氏の、殊に初唐に「河東三鳳」と称された徳音（とくおん）、収、元敬を輩出した河東県（現山西省永済県）の家系に連なる可能性が考えられ、そこから、或いは名門の出と自身の文才を誇り乍らも遂に出世する事無く終わった人物であったかとも想像される。